# 鄧美欣
鄧美欣（英語：Tang Mei Yan Venus，1993年7月20日—），香港女演員，於《2018年度香港小姐競選》入圍十二強，同年入讀兩個月無綫電視藝員訓練班。現為無綫電視經理人合約藝員。

## 演出作品

### 電視劇（無綫電視）
| 年份       | 劇名                     | 角色                                    |
| 2019年至今 | 愛·回家之開心速遞        | 高芬（第614-1420集）                    |
| 2019年至今 | 愛·回家之開心速遞        | Hebe（第1633集）                        |
| 2019年至今 | 愛·回家之開心速遞        | Data（第1966集）                        |
| 2019年至今 | 愛·回家之開心速遞        | 無 雙（第2043集至今）                   |
| 2020年     | 那些我愛過的人           | 女員工（第15集）                        |
| 2020年     | 踩過界II                 | Kris（第19-21集）                       |
| 2021年     | 陀槍師姐2021             | 警員                                    |
| 2021年     | 大步走                   | 創奇學員（第1集）                       |
| 2021年     | 愛美麗狂想曲             | 產品女郎（第28集）                      |
| 2021年     | 逆天奇案                 | 酒客（第8集）                           |
| 2021年     | 逆天奇案                 | 皓女友（第13集）                        |
| 2021年     | 伙記辦大事               | 教友（第30集）                          |
| 2021年     | 寶寶大過天               | 煲煙                                    |
| 2021年     | 七公主                   | 職員                                    |
| 2021年     | 把關者們                 | 裘太（第16集）                          |
| 2021年     | 我家無難事               | 學生（第25集）                          |
| 2021年     | 星空下的仁醫             | 護士                                    |
| 2021年     | 換命真相                 | 董女助手（第6-8集）                     |
| 2021年     | 十月初五的月光           | 售貨員（第9集）                         |
| 2021年     | 拳王                     | 傢俬店店員（第10集）                    |
| 2021年     | 異搜店                   | 職員（第5、6、10集）                    |
| 2022年     | 鐵拳英雄                 | 護士（第27、29集）                      |
| 2022年     | 雙生陌生人               | 美女（第11、12、17集）                  |
| 2022年     | 雙生陌生人               | 女客人（第13集）                        |
| 2022年     | 十八年後的終極告白2.0    | 高芷愉（Abbie）                         |
| 2022年     | 回歸光影頌: 究竟天有幾高 | 科研組員                                |
| 2022年     | 回歸光影頌: 我的驕傲     | 內地隊友                                |
| 2022年     | 回歸                     | 律師助理（第10、13、15集）              |
| 2022年     | 白色強人II               | 林嘉美                                  |
| 2022年     | 下流上車族               | 地產經紀                                |
| 2022年     | 超能使者                 | 女模（第11集）                          |
| 2022年     | 輕·功                    | Joyce                                   |
| 2023年     | 隱形戰隊                 | 韓凌翠                                  |
| 2023年     | 法言人                   | Daisy                                   |
| 2023年     | 隱門                     | 女主持                                  |
| 2023年     | 靈戲逼人                 | 演員（第2、7集）                        |
| 2023年     | 靈戲逼人                 | 食客（第10集）                          |
| 2023年     | 靈戲逼人                 | 村民（第11集）                          |
| 2023年     | 寵愛Pet Pet              | 主人（第1、5集）                        |
| 2023年     | 寵愛Pet Pet              | 客人（第6 - 9、13 - 14、16、18 - 20集） |
| 2023年     | 新聞女王                 | 岑靖婷                                  |
| 2024年     | 再見·枕邊人              | 林雅雯                                  |
| 2025年     | 痞子無間道               | 楚碧涵                                  |
| 2025年     | 奪命提示                 | 女拳手（第9集）                         |
| 2025年     | 虛擬情人                 | Tina                                    |
| 2025年     | 刑偵12                   | 崔子晴                                  |

### 綜藝節目（無綫電視）
- 2018年 歡樂滿東華
- 2019年 娛樂大家（第2輯娛樂女郎）
- 2020年 娛樂大家10點半（娛樂女郎）

## 曾獲獎項與提名
| 年份   | 獎項                                | 結果 |
| ------ | ----------------------------------- | ---- |
| 2018年 | 2018年度香港小姐競選 最佳彩妝達人獎 | 獲獎 |

## 外部連結
- 鄧美欣tvb.com的資料
- 鄧美欣的Instagram帳戶
- 鄧美欣Facebook的資料  （页面存档备份，存于）